# Nemotelus zichyi
Nemotelus zichyi är en tvåvingeart som beskrevs av Kertesz 1901. Nemotelus zichyi ingår i släktet Nemotelus och familjen vapenflugor. Inga underarter finns listade i Catalogue of Life.